# Abedus indentatus
Abedus indentatus là một loài bọ nước khổng lồ thuộc họ Belostomatidae. Loài này có ở Trung Mỹ và Bắc Mỹ.